# سعد بن إياس الشيباني
سعد بن إياس أبو عمرو الشيباني الكوفي تابعي، من أهل الكوفة، وأحد رواة الحديث النبوي.

## سيرته
من بني شيبان بن ثعلبة بن عكابة بن صعب بن علي بن بكر بن وائل، فهو بكري شيباني. أدرك الجاهلية وكاد أن يكون صحابيًا، وقال الذهبي في سير أعلام النبلاء "أبو عمرو الشيباني، اسمه سعد بن إياس الكوفي من بني شيبان بن ثعلبة بن عكابة، أدرك الجاهلية وكاد أن يكون صحابياً"، وقال الخطيب البغدادي في كتابه (تلخيص المتشابه في الرسم) "أبو عمرو الشيباني سعد بن إياس، تابعيّ يُعدّ في أهل الكوفة"، قيل أنه رأى النبي ولم يسمع منه، وقيل لم يرَ النبي، وعداده في التابعين. وصحب ابن مسعود واشتهر بصحبته، شهد معركة القادسية، وعاش مائة عام وعشرين عاما، فعنه قال: «بعث النبي ﷺ وأنا أرعى إبلا بكاظمة. وكنت يوم القادسية ابن أربعين سنة». وكان يُقرئ القرآن في المسجد الأعظم. سكن الكوفة، روى عنه جماعة من أَهلها، مات سنة 95 هـ.

## روايته للحديث النبوي
- روى عن: جبلة بْن حَارِثَة الكلبي، وحذيفة بن اليمان، وزيد بن أرقم، وعبد الله بن مسعود، وأبي مسعود عُقْبَة بْن عَمْرو الأَنْصارِيّ، وعلي بن أبي طالب.
- روى عنه: إسماعيل بن أبي خالد، والحارث بن شبيل، والحسن بْن عُبَيد الله النخعي، وسلمة بن كهيل، وسليمان الأعمش، وسليمان بن طرخان التيمي، وأَبُو فروة عُرْوَة بْن الْحَارِث الْهَمْدَانِيّ، وأَبُو معاوية عَمْرو بْن عَبد اللَّهِ بْن وهْب النخعي، وأبو إسحاق السبيعي، وعيسى بْن عَبْد الرحمن السلمي، ومسلم البطين، ومنصور بن المعتمر، والوليد بْن العيزار.[5] وأبو طلحة الأسدي.
- الجرح والتعديل: قال يحيى بن معين: ثقة. وَقَال هِبَة اللَّهِ بْن الْحَسَن الطبري: مجمع على ثقته، روى له الجماعة.[5]